# Psathyrella albofloccosa
Psathyrella albofloccosa är en svampart som tillhör divisionen basidiesvampar, och som beskrevs av Arenal, M. Villarreal och Fernando Esteve-Raventós. Psathyrella albofloccosa ingår i släktet Psathyrella, och familjen Psathyrellaceae. Arten har ej påträffats i Sverige.